# Championnat du Botswana féminin de football
Le championnat du Botswana féminin de football est une compétition de football féminin opposant les meilleurs clubs du Botswana.

## Histoire
De 2021 à 2024, après plusieurs années d'interruption, la compétition revient et est sponsorisée par la Diamond Trading Company. Lors de la saison 2021-2022, Double Action remporte le titre en battant les Mexican Girls 4-2 en finale.

## Format
Les clubs du pays sont répartis en huit ligues régionales. À l'issue de ces ligues, les huit vainqueurs se disputent le titre national.
| Équipe              |
| ------------------- |
| Granada Ladies      |
| Orapa All Stars     |
| Green Lovers Ladies |
| Cubs Sporting Club  |
| Mexican Girls       |
| Double Action       |
| Royal Fighters      |
| Francistown United  |

## Palmarès
| Année     | Championnes              |
| --------- | ------------------------ |
| 1999      | Double Action            |
| 2000      | Double Action            |
| 2001      | Double Action            |
| 2002-2005 | Compétition non disputée |
| 2005-2006 | Double Action            |
| 2006-2007 | Double Action            |
| 2007-2008 | Double Action            |
| 2008-2009 | Double Action            |
| 2009-2010 | Double Action            |
| 2010-2011 | Double Action            |
| 2011-2012 | Double Action            |
| 2012-2013 | Double Action            |
| 2013-2014 | Double Action            |
| 2014-2015 | Township Rollers         |
| 2015-2016 | Township Rollers         |
| 2017-2021 | Compétition non disputée |
| 2021-2022 | Double Action            |
| 2022-2023 | Double Action            |
| 2023-2024 | Gaborone United          |
| 2024-2025 | Gaborone United          |

| Club             | Titres |
| ---------------- | ------ |
| Double Action    | 14     |
| Township Rollers | 2      |
| Gaborone United  | 2      |